# ミノタウロスを殺すテセウス
『ミノタウロスを殺すテセウス』（ミノタウロスをころすテセウス、伊: Teseo uccide il Minotauro, 英: Theseus Killing the Minotaur）あるいは『テセウスとミノタウロス』（伊: Teseo e Minotauro, 英: Theseus and Minotaur）は、イタリアのルネサンス期のヴェネツィア派の画家チーマ・ダ・コネリアーノが1505年頃に制作した絵画である。テンペラ画。主題はギリシア神話の英雄テセウスのミノタウロス退治から取られている。現在はミラノのポルディ・ペッツォーリ美術館に所蔵されている。

## 主題
神話によると、アテナイはクレタの王子アンドロゲオスの死を原因とする災いから逃れるため、毎年若い男女7人ずつを牛頭の怪物ミノタウロスの生贄として捧げていた。そのためテセウスはミノタウロスを退治するために生贄の1人に加わり、ダイダロスによって建設されたミノタウロスを幽閉するための迷宮ビュリントスに入った。その際にテーセウスは彼に恋をしたクレタの王女アリアドネから脱出に役立つ糸毬を受け取ったという。テーセウスは迷宮の奥でミノタウロスと遭遇すると、これを退治し、糸をたどって迷宮の外に脱出した。その後テセウスはアリアドネを連れてクレタ島を旅立ったが、途中で立ち寄ったナクソス島にアリアドネを置き去りにした。アリアドネは悲しんだが、そこに酒の神ディオニュソス（ローマ神話のバッカス）が現れてアリアドネと結婚したと伝えられている。

## 作品

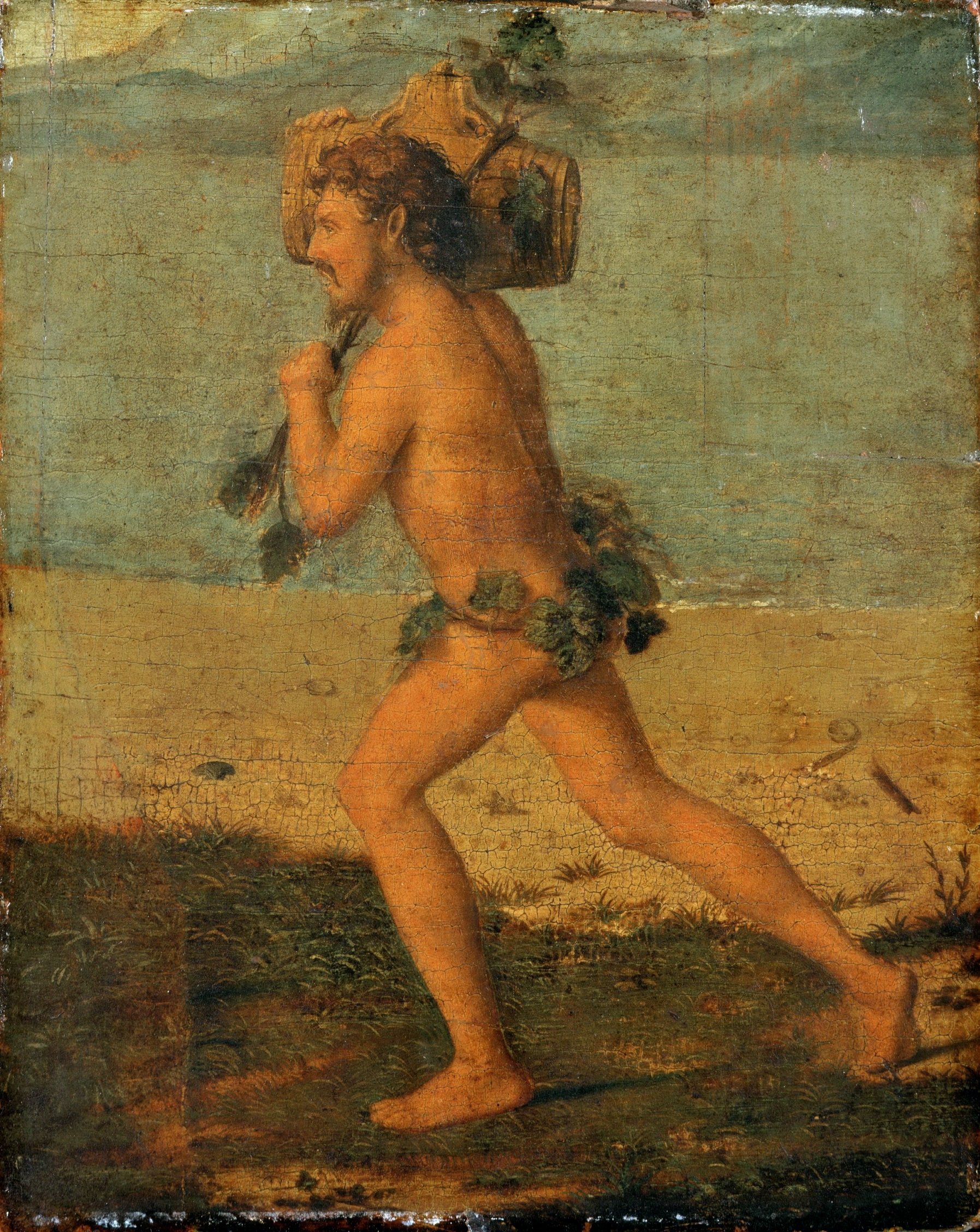
チーマ・ダ・コネリアーノの『バッカスの祭司』。本作品と同様にカッソーネの板絵と考えられている。フィラデルフィア美術館所蔵。

チーマは迷宮の内部でミノタウロスと戦う英雄テセウスを描いている。ミノタウロスはすでに首に致命的な傷を負い、膝を地面の上につき、上半身を仰け反らせて顔を背後に向けており、対するテセウスはさらに前のめりになって、剣を振り上げ、止めの一撃を加えようとしている。神話によるとミノタウロスは牡牛の頭と人間の身体を持つと伝えられているが、ここでは神話と異なり、人間の上半身と牡牛の四肢を持ったケンタウロスのような姿で描かれている。このミノタウロス像は珍しい反面、必ずしも特殊な事例というわけではなく、フィレンツェのロレンツォ・メディチ図書館に所蔵されている、本作品の約20年ほど前のベネデット・ボルドーネの細密画に同様の図像が見出せる。さらにチーマは怪物を幽閉した迷宮の構造的特徴を画面の中に表現している。すなわち画面左側の壊れた壁は、迷宮が天井を持たない壁のみで構築された同心円ないし螺旋状の構造を持つことを示している。
絵画は様式的に、ヴェネツィアにおいて古代神話の主題が比較的まれであった1490年代後半あるいは1500年代前半までさかのぼると見なされている。本作品の温かい色調の自然光はジョヴァンニ・ベッリーニの自然主義を独自に発展させた成熟期のチーマの特徴を示している。
本作品はおそらくカッソーネの側面やあるいはベッドのヘッドボードなど、結婚と関係のある家具を飾るために制作されたと考えられており、本作品の他にも同じ目的で制作された同一の神話画連作と目されている板絵がいくつか知られている。そのうちの1つは同じくポルディ・ペッツォーリ美術館所蔵の『バッカスとアリアドネの結婚』（Le Nozze di Bacco e Arianna）であり、この2点の神話画はいずれもテセウス神話に属している。スイスの個人コレクションにはミノス王の宮廷にやって来たテセウスを描いた別のカッソーネの板絵が所蔵されており、2010年にコネリアーノで開催されたチーマ・ダ・コネリアーノ展で本作品ともに展示されている。さらにアメリカ合衆国ペンシルバニア州のフィラデルフィア美術館の『バッカスの祭司』（Baccante）と『シレノスとサテュロス』（Sileno e satiri）、フランスの個人コレクションに所蔵されている小さな牧神パンといった板絵もまた同じ神話画連作に属する作品である可能性が指摘されている。

## 来歴
本作品は1972年5月30日のミラノのオークションハウス・フィナルテで開催された競売で売りに出された（ロット35）。これを購入したのがブレラ美術館であり、その後、ポルディ・ペッツォーリ美術館に寄託された。